# Katja Woywood

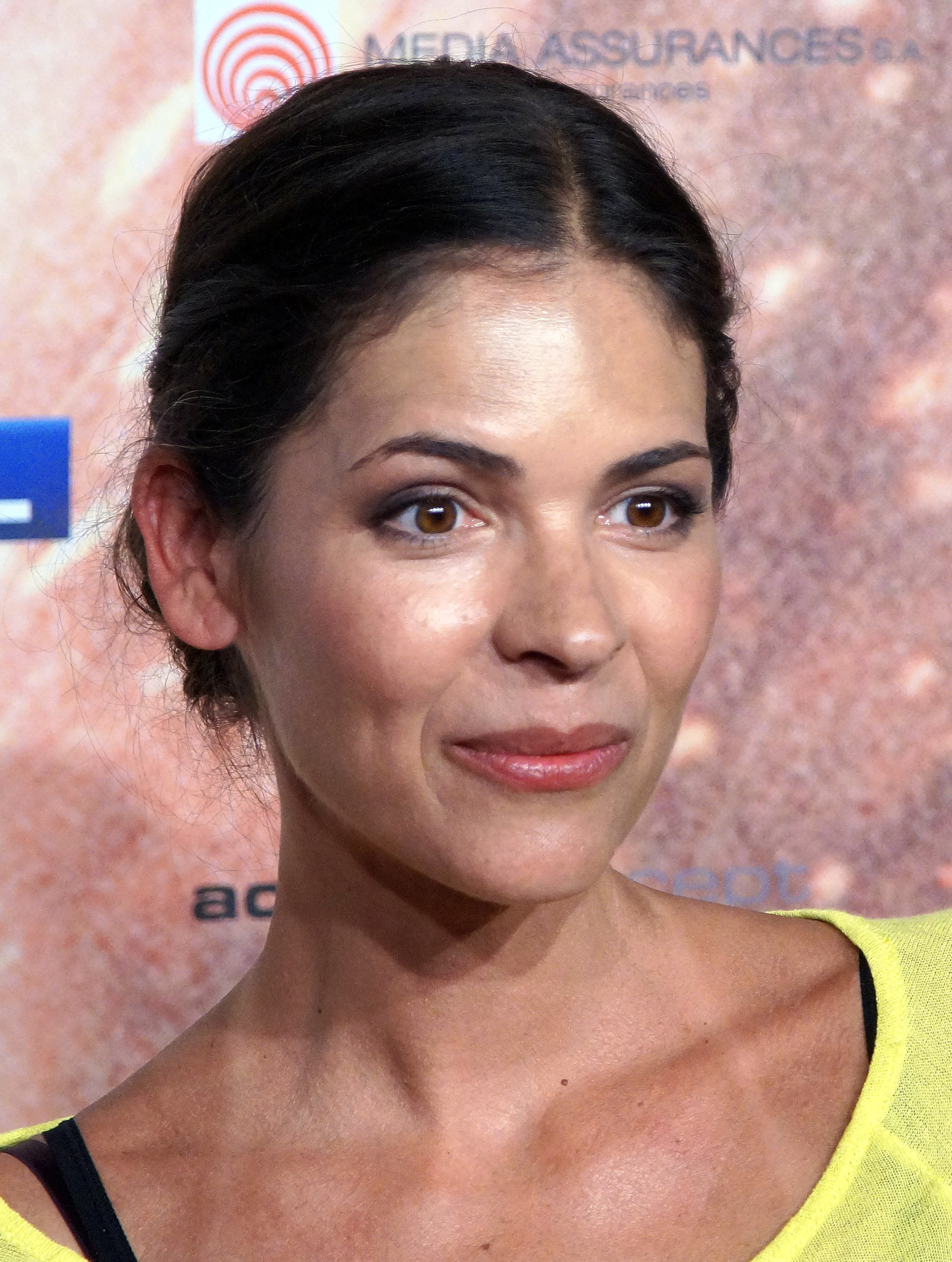
Woywood bei der Premiere der 300. Folge Alarm für Cobra 11, April 2016

Katja Woywood (* 10. Mai 1971 als Kathinka Wozichewski  in West-Berlin) ist eine deutsche Schauspielerin.

## Leben
Bei Dreharbeiten zur ZDF-Serie Urlaub auf italienisch, die 1985 in der Nähe ihres Wohnhauses stattfanden, wurde ein Mitarbeiter des Fernsehteams auf die damals 14-jährige Katja Woywood aufmerksam. Er vermittelte ihr einen Castingtermin für die Hauptrolle der Serie Der Schatz im Niemandsland (die ebenfalls von der Allianz Filmproduktion GmbH produziert wurde), bei dem sie sich gegen fünf Mitbewerberinnen durchsetzen konnte.
Fortan spielte Katja Woywood in zahlreichen deutschen Fernsehfilmen und Serien mit. Einem größeren Publikum bekannt wurde sie 1989 durch ihre Rolle als ‚Andrea Fuchs‘ in den Episoden Ein Mädchen in Angst und Rivalen der Fernsehserie Die Schwarzwaldklinik. In der RTL-Serie Alarm für Cobra 11 – Die Autobahnpolizei spielte sie von Folge 189 bis 364 die Rolle der Chefin ‚Kim Krüger‘, nachdem Charlotte Schwab (‚Anna Engelhardt‘) die Serie verlassen hatte.
Woywood ist seit August 1998 mit dem  Schauspielkollegen Marco Girnth verheiratet, mit dem sie einen Sohn hat.

## Filmografie (Auswahl)
- 1987: Der Schatz im Niemandsland (Fernsehserie, 6 Episoden)
- 1988: Fest im Sattel (Fernsehserie, 11 Episoden)
- 1989: Die Schwarzwaldklinik (Fernsehserie, zwei Episoden)
- 1989: Hessische Geschichten – Die Tortenschlacht
- 1990: Pension Corona (Fernsehserie)
- 1990: Hotel Paradies (Fernsehserie, zwei Episoden)
- 1991: Tatort: Tod eines Mädchens
- 1992: Ein Heim für Tiere (Fernsehserie, eine Episode)
- 1992: Schuld war nur der Bossa Nova (Fernsehfilm)
- 1992: Der Fotograf oder Das Auge Gottes (Fernsehserie, eine Episode)
- 1992: Glückliche Reise – Australien (Fernsehserie, eine Episode)
- 1992: Das Traumschiff – Norwegen (Fernsehserie)
- 1993: Schicksalsspiel (Fernsehfilm)
- 1993: Großstadtrevier (Fernsehserie, eine Episode)
- 1993: Happy Holiday (Fernsehserie, eine Episode)
- 1994: Das Traumschiff – Dubai (Fernsehserie)
- 1994: Um jeden Preis (Fernsehfilm)
- 1994: Der Nelkenkönig (Fernsehserie)
- 1994: Die Weltings vom Hauptbahnhof – Scheidung auf Kölsch (Fernsehserie)
- 1995: Ein besonderes Paar (Fernsehserie)
- 1995: Ein unvergessliches Wochenende – In Kanada (Fernsehserie, eine Episode)
- 1995/1996: Inseln unter dem Wind (Fernsehserie, fünf Episoden)
- 1995–1999: Der Landarzt (Fernsehserie, 26 Episoden)
- 1996: Die Drei (Fernsehserie, eine Episode)
- 1996: Gegen den Wind (Fernsehserie, 13 Episoden)
- 1996: Max Wolkenstein (Fernsehserie, eine Episode)
- 1996: Die Männer vom K3 (Fernsehserie, eine Episode)
- 1996: Die Stadtindianer (Fernsehserie, eine Episode)
- 1996: Tatort: Der Phoenix-Deal
- 1996: SK-Babies (Fernsehserie, eine Episode)
- 1996: Die Geliebte (Fernsehserie, eine Episode)
- 1996: Der König (Fernsehserie, eine Episode)
- 1997: Derrick (Fernsehreihe, zwei Episoden)
- 1997: Gehetzt – Der Tod im Sucher (Fernsehfilm)
- 1997–2005: Der Alte (Fernsehserie, acht Episoden)
- 1998: SOKO 5113 (Fernsehserie, zwei Episoden)
- 1998: Feuerläufer – Der Fluch des Vulkans (Fernsehfilm)
- 1998: HeliCops – Einsatz über Berlin (Fernsehserie, eine Episode)
- 1998: Die Wache (Fernsehserie, zwei Episoden)
- 1998: Tatort: Tanz auf dem Hochseil
- 1999: Verführt – Eine gefährliche Affäre (Fernsehfilm)
- 1999: Rivalinnen der Liebe (Fernsehserie)
- 1999: Schwarz greift ein (Fernsehserie, eine Episode)
- 1999–2008: Siska (Fernsehserie, sechs Folgen)
- 2000: Geisterjäger John Sinclair (Fernsehserie, eine Episode)
- 2000: Das Traumschiff – Seychellen (Fernsehserie)
- 2000: Das Traumschiff – Olympia 2000 (Fernsehserie)
- 2000: Bei Berührung Tod
- 2000: Flashback – Mörderische Ferien
- 2001: Rosamunde Pilcher – Blumen im Regen (Fernsehserie)
- 2002: Sehnsucht nach Sandin (Fernsehfilm)
- 2002, 2006: SOKO Leipzig (Fernsehserie, zwei Episoden)
- 2002, 2007: Küstenwache (Fernsehserie, zwei Episoden)
- 2003: Utta Danella – Der Sommer des glücklichen Narren (Fernsehserie, eine Episode)
- 2003: Alarm für Cobra 11 – Einsatz für Team 2 (Fernsehserie, Folge 1x04)
- 2003: Traumprinz in Farbe (Fernsehfilm)
- 2003: Das Glück ihres Lebens (Fernsehfilm)
- 2004: Inga Lindström – Die Farm am Mälarsee (Fernsehserie)
- 2005: Die Schwarzwaldklinik – Die nächste Generation (Fernsehserie, eine Episode)
- 2005: Pfarrer Braun (Fernsehserie, Folge: Pfarrer Braun: Bruder Mord)
- 2006: Das Traumhotel – Indien (Fernsehserie)
- 2006: Die Rosenheim-Cops – Die verschwundene Leiche (Fernsehserie)
- 2006, 2008: SOKO Kitzbühel (Fernsehserie, zwei Episoden)
- 2007: Das Wunder der Liebe (Fernsehfilm)
- 2007: War ich gut? (Fernsehfilm)
- 2007: Beim nächsten Tanz wird alles anders (Fernsehfilm)
- 2007: Ein Fall für zwei (Fernsehserie, eine Episode)
- 2008: Zoogeflüster – Komm mir nicht ins Gehege! (Fernsehfilm)
- 2008: Kreuzfahrt ins Glück – Hochzeitsreise nach Hawaii (Fernsehserie)
- 2009: Kommissar LaBréa – Tod an der Bastille (Fernsehserie)
- 2009: In aller Freundschaft (Fernsehserie, eine Episode)
- 2009: Die Rosenheim-Cops – Drei Sterne und ein Todesfall (Fernsehserie)
- 2009–2019: Alarm für Cobra 11 – Die Autobahnpolizei (Fernsehserie, 171 Episoden)
- 2010: Kreuzfahrt ins Glück – Hochzeitsreise nach Korfu (Fernsehserie)
- 2011: Toni Costa – Kommissar auf Ibiza: Der rote Regen (Fernsehfilm)
- 2012: Toni Costa – Kommissar auf Ibiza: Küchenkunst (Fernsehfilm)
- 2013: IK1 – Touristen in Gefahr (Fernsehserie, eine Episode)
- 2015: Josephine Klick – Allein unter Cops (Fernsehserie, Episode: Pferde)
- 2016: Die Truckerin – Eine Frau geht durchs Feuer (Fernsehfilm)
- 2017: Rosamunde Pilcher – Nie wieder Klassentreffen (Fernsehfilmreihe)
- 2019: Pastewka (Fernsehserie, acht Episoden)